# Le Transperceneige
Le Transperceneige es una novela gráfica francesa de ciencia ficción postapocalíptica creada en 1982 por Jacques Lob y Jean-Marc Rochette, y publicada por Casterman.
Entre 1999 y 2000 publicaron dos álbumes con los que dieron continuidad a la serie. Debido al fallecimiento de Lob en 1990, este fue sustituido por Benjamin Legrand.
En 2013, el director surcoreano Bong Joon-ho produjo la adaptación fílmica de la novela bajo el título de Snowpiercer.

## Resumen
Tras producirse una catástrofe nuclear que lleva a la humanidad a una nueva edad de hielo, los supervivientes deben vivir en un tren de 1.001 vagones llamado Snowpiercer, que circunnavega el mundo. 
Al comienzo de la historia un hombre llamado Proloff es puesto en cuarentena tras haber escapado de los últimos convoyes, donde las personas conviven en una situación deplorable en contraste con los primeros vagones. Junto a él se encuentra Adeline Belleau, también perteneciente a la cola, que ha sido puesta en cuarentena al intentar rescatar a Proloff. Belleau es parte de un movimiento que persigue integrar a los miembros de los últimos vagones en el resto del tren. Cuando los dos son llamados por el coronel Krimson para entrevistarse con él, van pasando por varios vagones. A medida que avanzan por el tren, observan que la materia prima que creían extinta (carne, fruta fresca y vegetales) todavía subsiste.